# Gao Min
Gao Min (chiń. 高敏 ur. 7 września 1970 w Zigong) – chińska skoczkini do wody. Dwukrotna złota medalistka olimpijska.
Brała udział w dwóch igrzyskach olimpijskich (IO 88, IO 92) i na obu zwyciężała w konkurencji skoków z trampoliny trzymetrowej. Była trzykrotnie mistrzynią świata, w 1986 i 1991 w skokach z trampoliny trzymetrowej, w 1991 również w rywalizacji na trampolinie jednometrowej. W 1998 została przyjęta do International Swimming Hall of Fame. Zdobyła trzy złote medali igrzysk azjatyckich w 1990 (trampolina 1 m i 3 m oraz w drużynie) oraz igrzysk Dobrej Woli w tym samym roku (trampolina 1 m i 3 m).